# Grundviller
Grundviller (en alemany Grundweiler) és un municipi francès situat al departament del Mosel·la i a la regió del Gran Est. L'any 2007 tenia 653 habitants.

## Demografia

### Població
El 2007 la població de fet de Grundviller era de 653 persones. Hi havia 244 famílies, de les quals 46 eren unipersonals (19 homes vivint sols i 27 dones vivint soles), 74 parelles sense fills, 105 parelles amb fills i 19 famílies monoparentals amb fills.
La població ha evolucionat segons el següent gràfic:
Habitants censats

### Habitatges
El 2007 hi havia 254 habitatges, 249 eren l'habitatge principal de la família, 1 era una segona residència i 4 estaven desocupats. 199 eren cases i 55 eren apartaments. Dels 249 habitatges principals, 189 estaven ocupats pels seus propietaris, 51 estaven llogats i ocupats pels llogaters i 10 estaven cedits a títol gratuït; 1 tenia una cambra, 9 en tenien dues, 34 en tenien tres, 44 en tenien quatre i 162 en tenien cinc o més. 234 habitatges disposaven pel capbaix d'una plaça de pàrquing. A 93 habitatges hi havia un automòbil i a 143 n'hi havia dos o més.

### Piràmide de població
La piràmide de població per edats i sexe el 2009 era:
| Homes | Edats   | Dones |
| ----- | ------- | ----- |
| 0     | 95 o +  | 0     |
| 0     | 90 a 94 | 0     |
| 4     | 85 a 89 | 0     |
| 0     | 80 a 84 | 0     |
| 4     | 75 a 79 | 12    |
| 12    | 70 a 74 | 8     |
| 12    | 65 a 69 | 12    |
| 20    | 60 a 64 | 16    |
| 8     | 55 a 59 | 16    |
| 16    | 50 a 54 | 20    |
| 16    | 45 a 49 | 12    |
| 16    | 40 a 44 | 16    |
| 24    | 35 a 39 | 20    |
| 16    | 30 a 34 | 32    |
| 16    | 25 a 29 | 16    |
| 12    | 20 a 24 | 8     |
| 8     | 15 a 19 | 20    |
| 16    | 10 a 14 | 28    |
| 8     | 5 a 9   | 12    |
| 16    | 0 a 4   | 16    |

## Economia
El 2007 la població en edat de treballar era de 432 persones, 315 eren actives i 117 eren inactives. De les 315 persones actives 293 estaven ocupades (161 homes i 132 dones) i 22 estaven aturades (7 homes i 15 dones). De les 117 persones inactives 33 estaven jubilades, 26 estaven estudiant i 58 estaven classificades com a «altres inactius».

### Ingressos
El 2009 a Grundviller hi havia 253 unitats fiscals que integraven 681,5 persones, la mediana anual d'ingressos fiscals per persona era de 18.888 €.

### Activitats econòmiques
Dels 11 establiments que hi havia el 2007, 1 era d'una empresa de fabricació d'altres productes industrials, 4 d'empreses de construcció, 1 d'una empresa de comerç i reparació d'automòbils, 1 d'una empresa d'hostatgeria i restauració, 1 d'una empresa d'informació i comunicació, 1 d'una empresa de serveis i 2 d'empreses classificades com a «altres activitats de serveis».
Dels 5 establiments de servei als particulars que hi havia el 2009, 1 era un paleta, 1 lampisteria, 1 empresa de construcció, 1 perruqueria i 1 restaurant.
L'any 2000 a Grundviller hi havia 13 explotacions agrícoles que ocupaven un total de 345 hectàrees.

## Equipaments sanitaris i escolars
El 2009 hi havia una escola elemental.

## Poblacions més properes
El següent diagrama mostra les poblacions més properes.